# Portulaca eruca
Portulaca eruca ist eine Pflanzenart in der Gattung Portulak (Portulaca), der einzigen Gattung der Familie der Portulakgewächse (Portulacaceae).

## Beschreibung
Portulaca eruca ist mehrjährig und bildet einen ungleichmäßigen und knolligen Wurzelstock mit dunkelbrauner Rinde aus. Aus diesem entspringen ein oder selten mehrere aufsteigende bis aufrechte Triebe, die 10 bis 12 Zentimeter lang werden können und sehr kurze Internodien besitzen. Sie sind wenig bis gar nicht verzweigt und vergänglich. Die gedrängt stehenden Blätter sind ausgebreitet und stielrund. Sie sind grasgrün gefärbt, werden 5 bis 7 Millimeter lang, sind an der Basis kurz gespornt und zugespitzt. In den Blattachseln werden aus kürzeren Sekundärblättern und weißen Haaren, welche länger als die Blätter sind, Rosetten ausgebildet.
Der kopfig gestauchte Blütenstand ist von 8 bis 9 Blättern umgeben. Die großen, bis 2,5 Zentimeter im Durchmesser erreichenden, Blüten haben breit eiförmige bis gestutzte Kelchblätter, die bis 4,5 Millimeter lang werden. Die inneren Kelchblätter sind kürzer. Es werden 5 Kronblätter ausgebildet, die 1,0 bis 1,5 Zentimeter, manchmal auch bis 2 Zentimeter, lang werden können. Sie sind verkehrt herzförmig geformt und leuchtend magenta gefärbt. Es werden viele Staubblätter gebildet, die Staubfäden sind dunkelpurpurn und der Pollen orangefarben. Der dunkelmagentafarbene Griffel wird 5 bis 8 Millimeter lang und an dessen oberen Ende sind 5 bis 6, manchmal auch 8, Narben angeordnet. Die 3 bis 5 Millimeter großen Früchte reißen auf einem Drittel bis zur Hälfte ihrer Länge auf. Die purpurschwarzen bis bleischwarzen Samen sind 0,5 bis 0,6 Millimeter groß, mit kleinen Warzen besetzt und haben sternförmige oder unregelmäßig gerundete Testazellen.

## Systematik und Verbreitung
Portulaca eruca ist in Argentinien in der Provinz Córdoba und in den angrenzenden Provinzen verbreitet.
Die Erstbeschreibung erfolgte 1925 durch Lucien Leon Hauman. Eine bereits 1921 durch Carl Curt Hosseus erfolgte Beschreibung als Portulaca cordobensis ist nach den Regeln des ICBN ungültig.